# Водоизместимост
Водоизместимост (на кораб или плавателен съд) e количеството вода, изместено от подводната част на корпуса на кораба (съда). Масата на това количество вода е равна на теглото на целия кораб, независимо от неговия размер, материал и форма, както гласи Архимедовия закон.
Има обемна и масова водоизместимост. Според натоварването на кораба е: стандартна, нормална, пълна, максимална, празна водоизместимост.
При подводниците се дели на подводна водоизместимост и надводна водоизместимост.
Oбемна водоизместимостводоизместимост, равна на обема на подводната част на кораба (съда) до водолинията.
Масова водоизместимостводоизместимост, равна на масата на кораба (съда).
Стандартна водоизместимост (standard displacement)водоизместимост при напълно окомплектован кораб (съд) с екипаж, но без запасите от гориво, смазочни материали и прясна вода в цистерните.
Нормална водоизместимост (normal displacement)водоизместимост, равна на стандартната водоизместимост плюс половината запаси от гориво, смазочни материали и питейна вода в цистерните.
Пълна водоизместимост (loaded displacement, full load displacement, designated displacement)водоизместимост, равна на стандартната водоизместимост плюс пълните запаси от гориво, смазочни материали, питейна вода в цистерните и товар.
Максимална водоизместимостводоизместимост, равна на стандартната водоизместимост плюс максималните запаси от гориво, смазочни материали, питейна вода в цистерните и товар.
Празна водоизместимост (light displacement)водоизместимост на опразнен кораб (съд), т.е. кораб (съд) без екипаж, гориво, запаси и т.н.
Подводна водоизместимостводоизместимост на подводница (батискаф) и други подводни съдове в подводно положение. Превишава надводната водоизместимост с масата на водата, поемана при потапяне в главните баластни цистерни.
Надводна водоизместимостводоизместимост на подводница (батискаф) и други подводни съдове в положении на поверхността на водата преди потапянето или след изплуване.